# American Academy of Arts and Sciences

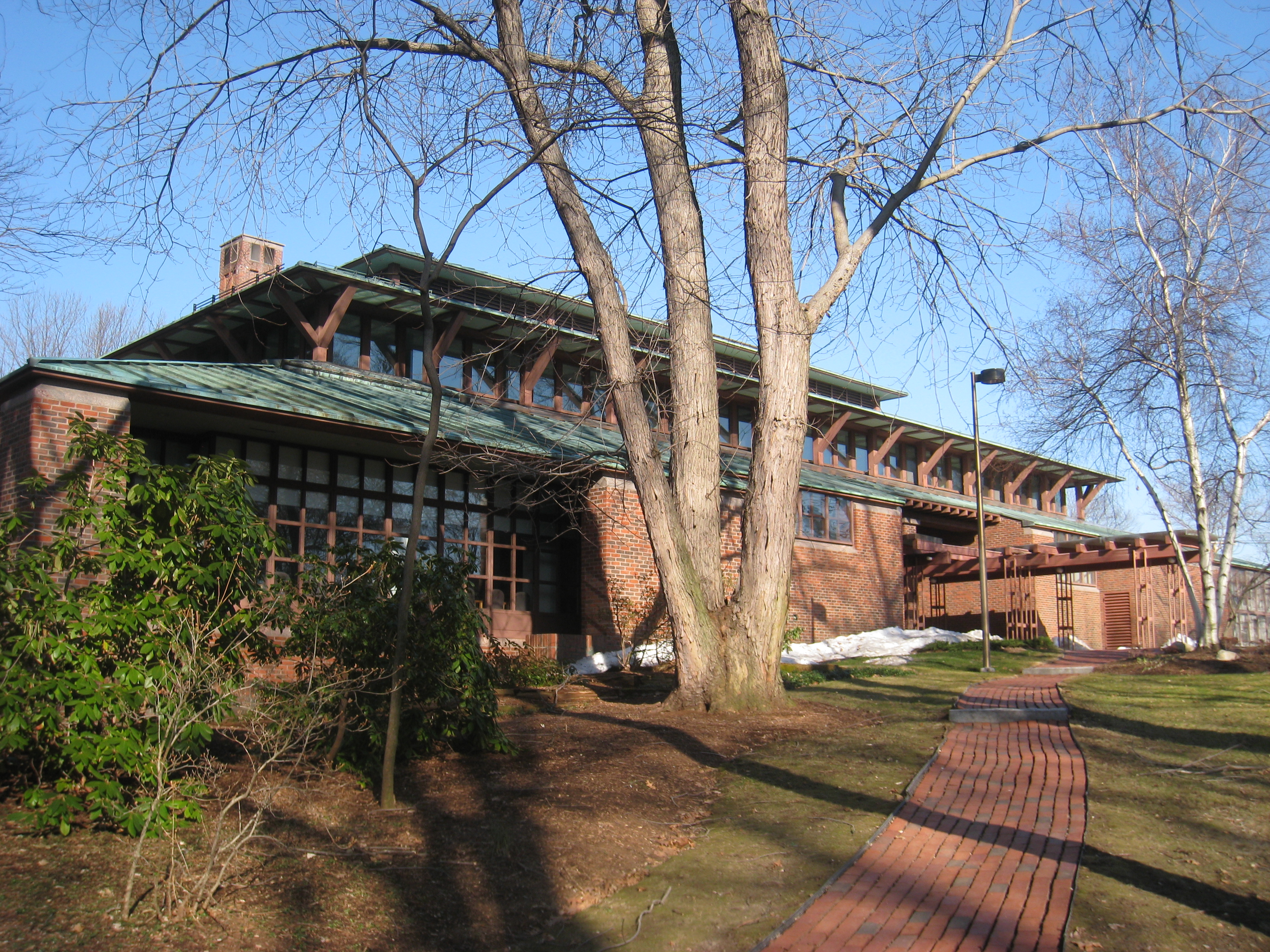
La sede dell'Accademia a Cambridge, nel Massachusetts.

L'American Academy of Arts and Sciences è un centro di ricerca indipendente che conduce studi multidisciplinari sui nuovi problemi emergenti e complessi. I membri eletti nell'Accademia sono importanti autorità nelle discipline accademiche, nelle arti, negli affari e nelle questioni pubbliche.
Furono James Bowdoin, John Adams e John Hancock a fondare l'accademia a Boston durante la guerra d'indipendenza americana. Il loro obiettivo, dichiarato nello statuto, era di "coltivare ogni arte e scienza che possa tendere ad aumentare l'interesse, l'onore, la dignità e la felicità delle persone libere, indipendenti e virtuose". Ai tre fondatori si unirono Robert Treat Paine e cinquantotto personalità locali nel 1780. Altri importanti personaggi si aggregarono presto: fra i primi membri si possono citare Benjamin Franklin, George Washington, Thomas Jefferson, Alexander Hamilton.
L'attuale Accademia ha sede a Cambridge, nel Massachusetts, in un edificio progettato da Kallmann McKinnell and Wood. L'Accademia promuove conferenze, organizza progetti di ricerca e pubblica una rivista trimestrale, Dædalus. L'Accademia ha approssimativamente 4000 soci e 600 membri onorari esterni. Dell'organizzazione fanno parte circa 200 premi Nobel.

## Presidenti
- 1780-1790 James Bowdoin
- 1791-1814 John Adams
- 1814-1820 Edward Augustus Holyoke
- 1820-1829 John Quincy Adams
- 1829-1838 Nathaniel Bowditch
- 1838-1839 James Jackson, M.D.
- 1839-1846 John Pickering
- 1846-1863 Jacob Bigelow
- 1863-1873 Asa Gray
- 1873-1880 Charles Francis Adams
- 1880-1892 Joseph Lovering
- 1892-1894 Josiah Parsons Cooke
- 1894-1903 Alexander Agassiz
- 1903-1908 William Watson Goodwin
- 1908-1915 John Trowbridge
- 1915-1917 Henry Pickering Walcott
- 1917-1919 Charles Pickering Bowditch
- 1919-1921 Theodore William Richards
- 1921-1924 George Foot Moore
- 1924-1927 Theodore Lyman
- 1927-1931 Edwin Bidwell Wilson
- 1931-1933 Jeremiah D. M. Ford
- 1933-1935 George Howard Parker
- 1935-1937 Roscoe Pound
- 1937-1939 Dugald C. Jackson
- 1939-1944 Harlow Shapley
- 1944-1951 Howard Mumford Jones
- 1951-1954 Edwin Herbert Land
- 1954-1957 John Ely Burchard
- 1957-1961 Kirtley Fletcher Mather
- 1961-1964 Hudson Hoagland
- 1964-1967 Paul A. Freund
- 1967-1971 Talcott Parsons
- 1971-1976 Harvey Brooks
- 1976-1979 Victor Frederick Weisskopf
- 1979-1982 Milton Katz
- 1982-1986 Herman Feshbach
- 1986-1989 Edward Hirsch Levi
- 1989-1994 Leo Beranek
- 1994-1997 Jaroslav Pelikan
- 1997-2000 Daniel C. Tosteson
- 2000-2001 James O. Freedman
- 2001-2006 Patricia Meyer Spacks
- 2006-2009 Emilio Bizzi
- 2010-2013 Leslie C. Berlowitz
- 2014-2018 Jonathan Fanton
- 2019- David W. Oxtoby